# Xysticus palpimirabilis
Xysticus palpimirabilis là một loài nhện trong họ Thomisidae.
Loài này thuộc chi Xysticus. Xysticus palpimirabilis được Yuri M. Marusik & Chevrizov miêu tả năm 1990.